# Pingyuan (Meizhou)

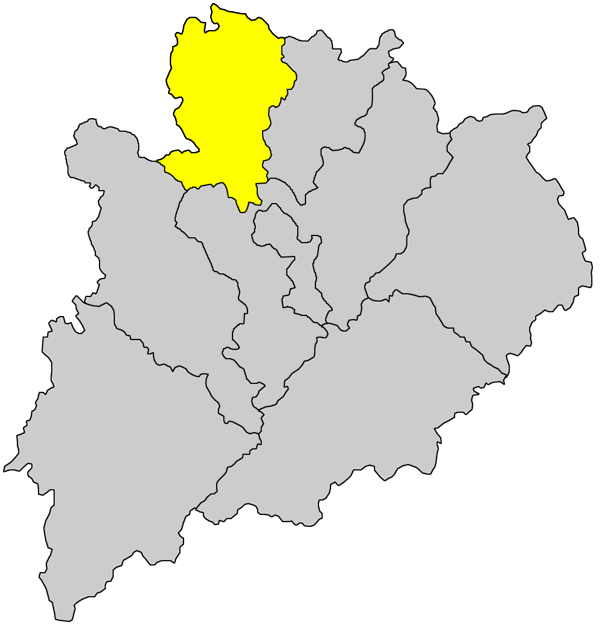
Lage des Kreises Pingyuan im Verwaltungsgebiet der Stadt Meizhou

Der Kreis Pingyuan (chinesisch 平远县, Pinyin Píngyuǎn Xiàn) ist ein Kreis der bezirksfreien Stadt Meizhou im Nordosten der Provinz Guangdong in der Volksrepublik China. Er hat eine Fläche von 1.374 km² und zählt 190.482 Einwohner (Stand: Zensus 2020). Sein Hauptort ist die Großgemeinde Dazhe (大柘镇).

## Administrative Gliederung
Auf Gemeindeebene setzt sich der Kreis aus zwölf Großgemeinden zusammen. 